# Donna Ares
Azra Kolaković (Bihać, 1 de enero de 1977 – 2 de octubre de 2017), conocida profesionalmente como Donna Ares, fue una cantante, compositora, pianista y escritora bosnia. Es considerada la artista bosnia más talentosa que escribió tanto la música como las letras de sus canciones, y también estuvo involucrada en el diseño gráfico. Lanzó un total de 6 álbumes de estudio y un libro sobre la lucha contra el cáncer. Murió a los 40 años después de una larga batalla de tres años contra el cáncer uterino.

## Biografía
Azra Kolaković nació en la ciudad de Bihać de padres de orgines musulmán Osman and Ajka. Asistió a escuelas de música locales y se graduó en 1995, durante la Guerra de Bosnia. Comenzó a asistir a una academia de música, pero dejó de hacerlo debido a la guerra en curso en el país.
En 1997 comenzó su carrera en solitario. Debutó en 1997, bajo el nombre de Donna Ares, para cantar en el Festival de Eurovisión representando a Croacia.
A Kolaković se le diagnosticó fatiga y pérdida de peso durante mesos por lo que fue hospitalzada en octubre de 2014. Se le diagnosticó cáncer de útero Murió en su casa a los 40 años el 2 de octubre de 2017, mientras estaba en coma. Fue enterrada dos días después junto a su padre fallecido en 2006.

## Discografía
Álbumes de estudio
- Ti me više ne voliš (1998)
- Čuvaj se dušo, ja sam tatin sin (2002)
- Jackpot (2004)
- Nemam razloga za strah (2006)
- Fantastična (2009)
- Povratka nema (2011)

Remix y directos
- Live Mix I (2000)
- Live Mix II (2001)
- Live Mix III (2003)

Recopilatios
- The Best Of Donna Ares (Nemoj da pogađam) (2003)
- Mega mix (2003)
- Best Of Donna Ares (To mi nije trebalo) (2006)
- Deset godina sa vama (Live) (2007)
- The Best Of Donna Ares (Želim da te gledam) (2010)

## Otros trabajos
Es autora de la autobiografía titulado Soba za nikoga (lit. 'Room for Nobody'), publicada en 2015 por Buybook; donde explica su enfermedad, sus días en el hospital y su recuperación.